# MH 42. Baranya Felderítő Zászlóalj
A Magyar Honvédség 42. Baranya Felderítő Zászlóalj a Magyar Néphadsereg MN 8. Gépesített Lövészhadosztály közvetlen alakulata volt 1962-1987 között, majd a 2. Gépesített Hadtest felderítő alakulata volt.

## Története
Az alakulat 1951. november 1-én alakult meg, mint 50. Felderítő Század Békéscsaba helyőrségben, mint hadosztáy közvetlen alakulat. Az 50-es évek "káoszát" követően az 1956-os forradalom utáni évek konszolidálták a Néphadsereg alakulatait, és diszlokációjukat. A felderítő század 1957. február 5-vele vette fel a 42. Felderítő Század megnevezést.
Ekkor a MN 7. Gépkocsizó Lövészhadosztály alá tartozott. Az 1958. szeptember 1-én újból felállított MN 8. Gépkocsizó Lövészhadosztály alárendelt alakulata lett egészen annak újbóli megszüntetéséig 1987-ben.
A nagy változást 1962. ősze jelentette amikor a felderítő századot felderítő zászlóaljjá szervezték át 1962. november 1-től. A többi hadosztály felderítő zászlajai is ekkor álltak fel.
A felderítő alegységek szervezetét parancsnoksággal és törzzsel egészítették ki, ami néhány főből áll. (ügyvitel, pénzügy, szaktiszthelyettesek). A zászlóalj szervezetében híradó- és egy ellátó szakasz mellett egy BRDM-felderítő század (állományában egy BRDM-szakasz 3 járművel, egy oldalkocsis motorkerékpáros szakasz és egy ejtőernyős felderítő szakasz) volt.
1963-ban a hadosztályt és annak összes közvetlen alakulatát Zalaegerszegre, ill. a környező területekre diszlokálták. A 42. Felderítő Zászlóalj Újdörögdre került.
1964-65-ben az "ADRIA" szervezési feladat során elkezdődött a felderítő csapatok ellátása a magyar gyártmáynú  D-442-es FUG-kal, ill. úszó harckocsikkal (UHK-al).
Ekkor tájt a felderítő zászlóalj a következőképpen szerveződött:
- Parancsnokság- és Törzs
- FUG-század 3 db FUG szakasz (10 db) és 1 db oldalkocsis mootorkerékpár szakasz (12 db)
- UHK-század 2 db szakasz (5db UHK)
- Mélységi ejtőernyős felderítő szakasz 3 db MFCS-al
- RÁF-század (hadművelet csoport, felderítő lehallgató szakasz, iránymérő szakasz)
- Kiszolgáló alegységek: szállító- ellátó- javító raj, zászlóalj ellátóhely.

Összesen 210 fő. 24 fő tiszt, 28 fő tiszthelyettes, 80 tisztes, 78 honvéd.
A "VELENCE-II" szervezési intézkedésnek megfelelően 1973. szeptember 1-én módosították a csapatok hadrenjét.
Az első lépcsős felderítő zászlóaljak hadrendje a következők szerint módosult:
- Parancsnokság- és Törzs (6 db parancsnoki PFUG jármű)
- Híradó szakasz
- Csapatfelderítő század: 6 db felderítő csoport (12 db D-944 PSZH-F,  PSZNR-1 lokátor szakasz (3 db lokátor, 3 db GAZ-69)).
- Mélységi felderítő század: 6 db mélységi felderítő csoport
- Rádiófelderítő és rádiótechnikai felderítő század: adatfeldolgozó és vezényló szakasz, rádiófelderítő szakasz, rádiótechnikai szakasz, rádió relé felderítő szakasz
- Kiszolgáló alegységek: szállító- ellátó- javító raj, zászlóalj ellátóhely.

Összesen 327 fő (béke állomány, 350 fő "M"-állomány). 25 fő tiszt, 40 fő tiszthelyettes, 90 fő tisztes, 170 fő legénységi és 2 fő polgári alkalmazott.
Fontos megjegyezni, hogy 1966-ban megszüntették a csapat- és mélységi felderítő századokban a szakasz szerveződési szintet.
A mélységi felderítő század ejtőernyős kiképzést folytatott a szentkirályszabadjai, és balatonkilitiben lévő repülőtereken közösen a másik hadosztályok mélységi felderítő századaival.
Az 1976-ban foganasított "MARCAL" feladat során  az első lépcsős hadosztályok 3 felderítő zászlóalját, ill. a budapesti 2. Önálló Rádiófelderítő Zászlóaljat áthelyezték. A 42. Felderítő Zászlóaljat Szombathelyre.
Az 1 évvel későbbi "FERTŐD-I" technikai változást hozott a felderítő alakulatok számára. Javult a felderítő- és híradástechnikai eszközök minősége, és a parancsnoki járművek ZPSZH-F-re lettek cserélve. Azidáig a PFUG-I típusú felderítő járműveket használták.
A MÁTRA-85" tervidőszak során a zászlóaljak RÁF-századainál megszüntették a rádiórelé szakaszt, ill. új technikai eszközök kerültek beszerzésre.
1983-ban felállításra került a 2. csapatfelderítő század is, ami nagyobbb létszámot eredményezett. 1985-ben az 1., 2. csapatfelderítő századok és a mélységi felderítő század is átfegyverzésre került BMP-1-es harcjárműre. A kivonásra került PSZH-F-ket a másodiklépcsős alakulatokhoz csoportosították át.
1986-87-ben a "BAKONY" középtávú fejlesztési terv részeként annak második üteme volt a sokat emlegetett ún. RUBIN-feladat. A hadsereg-hadosztály-ezred-zászlóalj szervezetet felváltotta a hadsereg-hadtest-dandár-zászlóalj szervezet.
Ennek eredményeképpen felszámolásra ítélték a MN 8. Gépesített Lövészhadosztályt. A megmaradt alakulatait az 1. és 2. Gépesített Hadtest közvetlen alakulatai lettek.
A felszámolásra ítélt 54. Felderítő Zászlóalj állománya és technikai eszközeinek nagy része a szombathelyi 42. Felderítő Zászlóaljhoz, ill. a győri 74. Felderítő Zászlóaljhoz került.
1991. októberében az alakulatot a délszláv háború miatti háborús készültség kapcsán Baranya megyében került átcsoportosításra és harckészültségbe helyezve. A válság helyzet enyhülését követően az alakulat 1992. májusában Pécsre költözött, ahol 1997-es felszámolásáig tevékenykedett.